# Jill Murphy
Jill Murphy (5 de julho de 1949 – Cornualha, 18 de agosto de 2021) foi uma escritora e ilustradora britânica, mais conhecida por ser a autora das séries literárias infantis "A Pior das Bruxas" e "Large Family". Ela é aclamada como "uma das mais populares escritoras e ilustradoras infantis".

## Biografia
Nascida em Londres, Murphy mostrou interesse em escrita e pintura já na idade dos seis anos; e embora não fosse excelente nas outras matérias escolares, ela produziu sua própria biblioteca de livros escritos e ilustrados a mão enquanto ainda estava no ensino primário. A autora passava seu tempo lendo histórias de Colégios Internos, o que serviu de inspiração para criar a Academia Miss Cackle do livro "A Pior das Bruxas". Ela cresceu como Católica Romana, mas não se considera atualmente praticante. Sua mãe era uma bookaholic e seu pai, um engenheiro inglês.
Murphy começou a escrever a novela A Pior das Bruxas enquanto ainda estava no ensino médio, mas ao entrar na Chelsea College of Art e Design e Croydon Art Schools, começou a ser difícil conciliar estudos com continuar o livro. Ela continuou a escrever durante um ano morando em uma vila no Togo, na África Ocidental, e depois trabalhando como babá no Reino Unido. Depois de receber cartas de rejeição de editores a quem ela ofereceu o livro (como ela lembra, "Eles disseram que as crianças teriam medo de uma escola para bruxas ..."), em 1970, quando ela tinha 21 anos, ela decidiu tentar lançar o seu livro na editora Allison and Busby, uma nova empresa que havia sido recentemente laçada. "Eles aceitaram imediatamente e imprimiram 5 000 cópias, e lembro-me de imaginar quantas tias e tios eu tinha e o que faríamos com o resto", disse ela em entrevista ao The Telegraph. O livro provou ser um sucesso instantâneo, vendendo-se dentro de dois meses após a publicação.  Murphy continuou trabalhando como babá até que a publicação em 1980 do seu novo livro intitulado A Pior das Bruxas Ataca Novamente levou-a a se dedicar a escrever em tempo integral. 
Ela deu à luz seu filho Charlie, na primavera de 1990. Seu casamento com potter Roger Michell terminou em divórcio.
Em 1986, um filme para a televisão com o mesmo título, estreou na HBO. Mais tarde foi ao ar na Disney Channel durante a década de 1990, por volta da época do dia das bruxas.
Os livros da série A Pior das Bruxas tornou-se um dos títulos de maior sucesso na editora Puffin Books e vendeu mais de três milhões de cópias. Eles também foram produzidos em um filme de 1986  e uma série para o canal ITV , que foi ao ar entre 1998 e 2001.
Murphy também é conhecido por livros ilustrados, especialmente a série literária "Large Family", que detalham o caos interno de uma família de elefantes. Publicado pela primeira vez em 1986, Five Minutes Peace já vendeu mais de cinco milhões de cópias em todo o mundo e foram traduzidos para 19 idiomas. O segundo livro, All in One Piece (1987), foi eleito vice-campeão da Greenaway Medalha da British Library Association, reconhecendo o melhor ano de livro infantil da literatura britânica (o segundo de duas menções honrosas). "Large Family" agora é uma série de TV na CBeebies e ABC Kids. Em 1996, The Last Noo-Noo foi adaptado como um jogo e apresentado no Polka Theatre, em Londres.
Em 2007, Murphy recebeu um título honorário da University College Falmouth.
Murphy também escreveu Querido Cão de caça , em 2009, sobre de um desaparecimento de um cachorro da raça deerhound depois de uma tempestade e a busca por seus proprietários para encontrá-lo.
Murphy morreu em 18 de agosto de 2021 em um hospital de Cornualha, aos 72 anos de idade, devido a um câncer.
| Ano  | Livro                  | Prêmio                                                                                               | Realização |
| ---- | ---------------------- | --- | ---------- |
| 1980 | Paz em Última          | Kate Greenaway Medalha —o British Library Association prêmio anual para crianças ilustração do livro | Elogiou    |
| 1986 | Cinco Minutos De Paz   | Children's Book Award                                                                                | Finalistas |
| 1987 | Cinco Minutos De Paz   | Os pais da Revista Melhores Livros para Bebês Prêmio                                                 | Vencedor   |
| 1987 | Tudo Em Um Só Pedaço   | Kate Greenaway Medalha                                                                               | Elogiou    |
| 1987 | Tudo Em Um Só Pedaço   | Children's Book Award                                                                                | Finalistas |
| 1994 | Uma Noite Tranquila No | Kate Greenaway Medalha                                                                               | Finalistas |
| 1995 | A Última Noo-Noo       | Smarties Prize (idades de 0 a 5)                                                                     | Vencedor   |
| 1995 | A Última Noo-Noo       | Inglês 4-11 Excelente Livro infantil do Ano                                                          | Finalistas |
| 1996 | A Última Noo-Noo       | Sheffield children's Book Award                                                                      | Vencedor   |
| 1996 | A Última Noo-Noo       | Gateshead Prêmio De Ouro                                                                             | Vencedor   |

## Trabalhos
| The Worst Witch - 1. The Worst Witch (1974) - 2. The Worst Witch Strikes Again (1980) - 3. A Bad Spell for the Worst Witch (1982) - 4. The Worst Witch All at Sea (1993) - 5. The Worst Witch Saves the Day (2005) - 6. The Worst Witch to the Rescue (2007) - 7. The Worst Witch and the Wishing Star (2013) - 8. First Prize for the Worst Witch (2018) Large Family picture books - Five Minutes' Peace (1986) - All in One Piece (1987) - A Piece of Cake (1989) - A Quiet Night In (1993) - Mr. Large in Charge (2005) - Laura Bakes a Cake (2008) - Luke Tidies Up (2008) - Lester Learns a Lesson (2008) - Lucy Meets Mr Chilly (2008) - Grandpa In Trouble (2009) - Sebastian's Sleepover (2009) | Non-series novels - Worlds Apart (1988) - Jeffrey Strangeways (1992) Non-series picture books - My Teddy (1973) - Peace at Last (1980) - On the Way Home (1982) - Whatever Next! (1983) - What Next, Baby Bear! (1984) - The Christmas Babies (1992) - The Last Noo-Noo (1995) - All Aboard (1996) - All for One (2002) - Dear Hound (2009) |